# 도봉구의회
도봉구의회는 서울특별시 도봉구 지역을 관할하는 기초의회이다.